# Coppa Sudamericana 2012
La Coppa Sudamericana 2012 è stata l'undicesima edizione del torneo. Il Club Universidad de Chile era la squadra detentrice del trofeo. Il numero di squadre ammesse è salito da 39 a 47, permettendo a tutte le federazioni, tranne Argentina e Brasile, di iscrivere 4 squadre. La competizione è stata vinta per la prima volta dal club brasiliano del San Paolo.

## Squadre qualificate
| Paese             | Squadra (posto)                           | Metodo di qualificazione                                        |
| ----------------- | ----------------------------------------- | --------------------------------------------------------------- |
| Argentina 6 posti | Independiente (Argentina 1)               | 3ª migliore squadra non-campione nel totale 2011                |
| Argentina 6 posti | Racing Club (Argentina 2)                 | 4ª migliore squadra non-campione nel totale 2011                |
| Argentina 6 posti | Tigre (Argentina 3)                       | 5ª migliore squadra non-campione nel totale 2011                |
| Argentina 6 posti | Argentinos Juniors (Argentina 4)          | 6ª migliore squadra non-campione nel totale 2011                |
| Argentina 6 posti | Colón (SF) (Argentina 5)                  | 7ª migliore squadra non-campione nel totale 2011                |
| Argentina 6 posti | Boca Juniors (Argentina 6)                | Vincitrice della Copa Argentina 2011-2012                       |
| Bolivia 3 posti   | Oriente Petrolero (Bolivia 1)             | 3º posto nell'Adecuación 2011                                   |
| Bolivia 3 posti   | Univ. Sucre (Bolivia 2)                   | 2º posto nell'Apertura 2011                                     |
| Bolivia 3 posti   | Aurora (Bolivia 3)                        | 4º posto nell'Apertura 2011                                     |
| Bolivia 3 posti   | Blooming (Bolivia 3)                      | 5º posto nella Clausura 2012                                    |
| Brasile 8 posti   | San Paolo (Brasile 1)                     | 6º posto nella Série A 2011                                     |
| Brasile 8 posti   | Figueirense (Brasile 2)                   | 7º posto nella Série A 2011                                     |
| Brasile 8 posti   | Coritiba (Brasile 3)                      | 8º posto nella Série A 2011                                     |
| Brasile 8 posti   | Botafogo (Brasile 4)                      | 9º posto nella Série A 2011                                     |
| Brasile 8 posti   | Palmeiras (Brasile 5)                     | 11º posto nella Série A 2011                                    |
| Brasile 8 posti   | Grêmio (Brasile 6)                        | 12º posto nella Série A 2011                                    |
| Brasile 8 posti   | Atl. Goianiense (Brasile 7)               | 13º posto nella Série A 2011                                    |
| Brasile 8 posti   | Bahia (Brasile 8)                         | 14º posto nella Série A 2011                                    |
| Cile 4 + 1 posti  | Universidad de Chile (Campione in carica) | Vincitrice della Copa Sudamericana 2011                         |
| Cile 4 + 1 posti  | Universidad Católica (Cile 1)             | Vincitrice della Copa Chile 2011                                |
| Cile 4 + 1 posti  | Cobreloa (Cile 2)                         | 2º posto nella fase di classificazione della Clausura 2011      |
| Cile 4 + 1 posti  | O'Higgins (Cile 3)                        | 2º posto nella fase di classificazione della Apertura 2012      |
| Cile 4 + 1 posti  | Dep. Iquique (Cile 4)                     | 3º posto nella fase di classificazione della Apertura 2012      |
| Colombia 4 posti  | Millonarios (Colombia 1)                  | Vincitrice della Copa Colombia 2011                             |
| Colombia 4 posti  | Envigado (Colombia 2)                     | 3ª migliore squadra non-campione nella Categoría Primera A 2011 |
| Colombia 4 posti  | Deportes Tolima (Colombia 3)              | 4ª migliore squadra non-campione nella Categoría Primera A 2011 |
| Colombia 4 posti  | La Equidad (Colombia 4)                   | 5ª migliore squadra non-campione nella Categoría Primera A 2011 |
| Ecuador 4 posti   | Barcelona SC (Ecuador 1)                  | Vincitrice della prima fase della Serie A 2012                  |
| Ecuador 4 posti   | LDU Loja (Ecuador 2)                      | 2º posto nella prima fase della Serie A 2012                    |
| Ecuador 4 posti   | Deportivo Quito (Ecuador 3)               | Vincitrice della seconda fase della Serie A 2011                |
| Ecuador 4 posti   | Emelec (Ecuador 4)                        | 3º posto nella prima fase della Serie A 2012                    |
| Paraguay 4 posti  | Olimpia (Paraguay 1)                      | Campione con il miglior piazzamento nella Primera División 2011 |
| Paraguay 4 posti  | Cerro Porteño (Paraguay 2)                | 2ª migliore squadra non-campione nella Primera División 2011    |
| Paraguay 4 posti  | Tacuary (Paraguay 3)                      | 3ª migliore squadra non-campione nella Primera División 2011    |
| Paraguay 4 posti  | Guaraní (Paraguay 4)                      | 4ª migliore squadra non-campione nella Primera División 2011    |
| Perù 4 posti      | Univ. San Martín (Perù 1)                 | 4º posto nel Descentralizado 2011                               |
| Perù 4 posti      | León de Huánuco (Perù 2)                  | 5º posto nel Descentralizado 2011                               |
| Perù 4 posti      | Unión Comercio (Perù 3)                   | 6º posto nel Descentralizado 2011                               |
| Perù 4 posti      | Inti Gas Deportes (Perù 4)                | 7º posto nel Descentralizado 2011                               |
| Uruguay 4 posti   | Nacional (Uruguay 1)                      | Campione della Primera División 2011-2012                       |
| Uruguay 4 posti   | Cerro Largo (Uruguay 2)                   | 2ª migliore non-finalista della Primera División 2011-2012      |
| Uruguay 4 posti   | Liverpool (M) (Uruguay 3)                 | 3ª migliore non-finalista della Primera División 2011-2012      |
| Uruguay 4 posti   | Danubio (Uruguay 4)                       | 4ª migliore non-finalista della Primera División 2011-2012      |
| Venezuela 4 posti | Mineros (Venezuela 1)                     | Vincitrice della Copa Venezuela 2011                            |
| Venezuela 4 posti | Deportivo Lara (Venezuela 2)              | Miglior punteggio totale nella Primera División 2011-2012       |
| Venezuela 4 posti | Monagas (Venezuela 3)                     | Vincitrice dei playoff                                          |
| Venezuela 4 posti | Deportivo Táchira (Venezuela 4)           | Vincitrice dei playoff                                          |

## Turni preliminari

### Primo turno
Le partite di andata si giocano tra il 24 luglio e il 2 agosto 2012, quelle di ritorno tra il 7 e il 23 agosto.
| Squadra 1                        | Totale      | Squadra 2              | Andata | Ritorno |
| -------------------------------- | ----------- | ---------------------- | ------ | ------- |
| Danubio                          | 1 – 2       | Olimpia                | 0 – 0  | 1 – 2   |
| Club Deportivo Municipal Iquique | 2 – 4       | Nacional               | 2 – 0  | 0 – 4   |
| Blooming                         | 1 – 4       | Universidad Católica   | 1 – 1  | 0 – 3   |
| Guaraní                          | 2 – 2 (gfc) | Oriente Petrolero      | 0 – 1  | 2 – 1   |
| Liverpool M.                     | 5 – 1       | Universitario Sucre    | 3 – 0  | 2 – 1   |
| Aurora                           | 2 – 1       | Cerro Largo            | 2 – 1  | 0 – 0   |
| Tacuary                          | 2 – 3       | Cobreloa               | 0 – 1  | 2 – 2   |
| O'Higgins                        | 3 – 7       | Cerro Porteño          | 3 – 3  | 0 – 4   |
| Inti Gas Deportes                | 0 – 3       | Millonarios            | 0 – 0  | 0 – 3   |
| Emelec                           | 2 – 1       | Universidad San Martín | 1 – 0  | 1 – 1   |
| La Equidad                       | 1 – 3       | Mineros                | 0 – 1  | 1 – 2   |
| Deportivo Táchira                | 1 – 5       | Barcelona SC           | 0 – 0  | 1 – 5   |
| Deportes Tolima                  | 3 – 1       | Deportivo Lara         | 3 – 1  | 0 – 0   |
| Deportivo Quito                  | 4 – 2       | León de Huánuco        | 1 – 0  | 3 – 2   |
| Unión Comercio                   | 0 – 2       | Envigado               | 0 – 0  | 0 – 2   |
| Monagas                          | 2 – 6       | LDU Loja               | 0 – 2  | 2 – 4   |

### Secondo turno
Le partite di andata si giocano tra il 31 luglio e il 30 agosto 2012, quelle di ritorno tra il 22 agosto e il 19 settembre.
| Squadra 1            | Totale            | Squadra 2       | Andata | Ritorno |
| -------------------- | ----------------- | --------------- | ------ | ------- |
| Guaraní              | 3 – 5             | Millonarios     | 2 – 4  | 1 – 1   |
| Bahia                | 0 – 4             | San Paolo       | 0 – 2  | 0 – 2   |
| Envigado             | 1 – 2             | Liverpool M.    | 1 – 1  | 0 – 1   |
| Argentinos Juniors   | 2 – 6             | Tigre           | 1 – 2  | 1 – 4   |
| Mineros              | 2 – 6             | Cerro Porteño   | 2 – 2  | 0 – 4   |
| Atlético Goianiense  | 2 – 2 (4 – 2 dtr) | Figueirense     | 1 – 1  | 1 – 1   |
| Olimpia              | 0 – 1             | Emelec          | 0 – 1  | 0 – 0   |
| Grêmio               | 3 – 3 (gfc)       | Coritiba        | 1 – 0  | 2 – 3   |
| Cobreloa             | 3 – 4             | Barcelona SC    | 0 – 0  | 3 – 4   |
| Universidad Católica | 3 – 3 (gfc)       | Deportes Tolima | 2 – 0  | 1 – 3   |
| Colón                | 5 – 2             | Racing Club     | 3 – 1  | 2 – 1   |
| Deportivo Quito      | 5 – 2             | Aurora          | 2 – 1  | 3 – 1   |
| Boca Juniors         | 3 – 3 (gfc)       | Independiente   | 3 – 3  | 0 – 0   |
| LDU Loja             | 2 – 2 (gfc)       | Nacional        | 0 – 1  | 2 – 1   |
| Palmeiras            | 3 – 3 (gfc)       | Botafogo        | 2 – 0  | 1 – 3   |

## Fase finale

### Tabellone
|  | Ottavi di finale | Ottavi di finale | Ottavi di finale | Ottavi di finale |                 |                | Quarti di finale | Quarti di finale | Quarti di finale |  |             | Semifinali | Semifinali | Semifinali |  |       | Finale | Finale | Finale |
|  |                  |                  |                  |                  |                 |                |                  |                  |                  |  |             |            |            |            |  |       |        |        |        |
|  | 1                | Millonarios      | 1                | 3                |                 |                |                  |                  |                  |  |             |            |            |            |  |       |        |        |        |
|  | 16               | Palmeiras        | 3                | 0                |                 |                |                  |                  |                  |  |             |            |            |            |  |       |        |        |        |
|  | 16               | Palmeiras        | 3                | 0                |                 | Millonarios    | 0                | 3                |                  |  |             |            |            |            |  |       |        |        |        |
|  |                  |                  |                  |                  |                 | Millonarios    | 0                | 3                |                  |  |             |            |            |            |  |       |        |        |        |
|  |                  | Grêmio           | 1                | 1                |                 |                |                  |                  |                  |  |             |            |            |            |  |       |        |        |        |
|  | 8                | Grêmio           | 1                | 1                | Grêmio          | 1              | 2                |                  |                  |  |             |            |            |            |  |       |        |        |        |
|  | 8                |                  |                  |                  | Grêmio          | 1              | 2                |                  |                  |  |             |            |            |            |  |       |        |        |        |
|  | 9                | Barcelona SC     | 0                | 1                |                 |                |                  |                  |                  |  |             |            |            |            |  |       |        |        |        |
|  | 9                | Barcelona SC     | 0                | 1                |                 |                |                  |                  |                  |  | Millonarios | 0          | 1          |            |  |       |        |        |        |
|  |                  |                  |                  |                  |                 |                |                  |                  |                  |  | Millonarios | 0          | 1          |            |  |       |        |        |        |
|  |                  | Tigre            | 0                | 1                |                 |                |                  |                  |                  |  |             |            |            |            |  |       |        |        |        |
|  | 5                | Tigre            | 0                | 1                | Cerro Porteño   | 2              | 2                |                  |                  |  |             |            |            |            |  |       |        |        |        |
|  | 5                |                  |                  |                  | Cerro Porteño   | 2              | 2                |                  |                  |  |             |            |            |            |  |       |        |        |        |
|  | 12               | Colón            | 1                | 1                |                 |                |                  |                  |                  |  |             |            |            |            |  |       |        |        |        |
|  | 12               | Colón            | 1                | 1                |                 | Cerro Porteño  | 1                | 2                |                  |  |             |            |            |            |  |       |        |        |        |
|  |                  |                  |                  |                  |                 | Cerro Porteño  | 1                | 2                |                  |  |             |            |            |            |  |       |        |        |        |
|  |                  | Tigre            | 0                | 4                |                 |                |                  |                  |                  |  |             |            |            |            |  |       |        |        |        |
|  | 4                | Tigre            | 0                | 4                | Tigre           | 0              | 4                |                  |                  |  |             |            |            |            |  |       |        |        |        |
|  | 4                |                  |                  |                  | Tigre           | 0              | 4                |                  |                  |  |             |            |            |            |  |       |        |        |        |
|  | 13               | Deportivo Quito  | 2                | 0                |                 |                |                  |                  |                  |  |             |            |            |            |  |       |        |        |        |
|  | 13               | Deportivo Quito  | 2                | 0                |                 |                |                  |                  |                  |  |             |            |            |            |  | Tigre | 0      | 0      |        |
|  |                  |                  |                  |                  |                 |                |                  |                  |                  |  |             |            |            |            |  | Tigre | 0      | 0      |        |
|  |                  | San Paolo        | 0                | 2                |                 |                |                  |                  |                  |  |             |            |            |            |  |       |        |        |        |
|  | 2                | San Paolo        | 0                | 2                | San Paolo       | 1              | 0                |                  |                  |  |             |            |            |            |  |       |        |        |        |
|  | 2                |                  |                  |                  | San Paolo       | 1              | 0                |                  |                  |  |             |            |            |            |  |       |        |        |        |
|  | 15               | LDU Loja         | 1                | 0                |                 |                |                  |                  |                  |  |             |            |            |            |  |       |        |        |        |
|  | 15               | LDU Loja         | 1                | 0                |                 | San Paolo      | 2                | 5                |                  |  |             |            |            |            |  |       |        |        |        |
|  |                  |                  |                  |                  |                 | San Paolo      | 2                | 5                |                  |  |             |            |            |            |  |       |        |        |        |
|  |                  | Univ. de Chile   | 0                | 0                |                 |                |                  |                  |                  |  |             |            |            |            |  |       |        |        |        |
|  | 7                | Univ. de Chile   | 0                | 0                | Emelec          | 2              | 0                |                  |                  |  |             |            |            |            |  |       |        |        |        |
|  | 7                |                  |                  |                  | Emelec          | 2              | 0                |                  |                  |  |             |            |            |            |  |       |        |        |        |
|  | 10               | Univ. de Chile   | 2                | 1                |                 |                |                  |                  |                  |  |             |            |            |            |  |       |        |        |        |
|  | 10               | Univ. de Chile   | 2                | 1                |                 |                |                  |                  |                  |  | San Paolo   | 1          | 0          |            |  |       |        |        |        |
|  |                  |                  |                  |                  |                 |                |                  |                  |                  |  | San Paolo   | 1          | 0          |            |  |       |        |        |        |
|  |                  | Univ. Católica   | 1                | 0                |                 |                |                  |                  |                  |  |             |            |            |            |  |       |        |        |        |
|  | 6                | Univ. Católica   | 1                | 0                | Atl. Goianiense | 0              | 3                |                  |                  |  |             |            |            |            |  |       |        |        |        |
|  | 6                |                  |                  |                  | Atl. Goianiense | 0              | 3                |                  |                  |  |             |            |            |            |  |       |        |        |        |
|  | 11               | Univ. Católica   | 2                | 1                |                 |                |                  |                  |                  |  |             |            |            |            |  |       |        |        |        |
|  | 11               | Univ. Católica   | 2                | 1                |                 | Univ. Católica | 2                | 2                |                  |  |             |            |            |            |  |       |        |        |        |
|  |                  |                  |                  |                  |                 | Univ. Católica | 2                | 2                |                  |  |             |            |            |            |  |       |        |        |        |
|  |                  | Independiente    | 2                | 1                |                 |                |                  |                  |                  |  |             |            |            |            |  |       |        |        |        |
|  | 3                | Independiente    | 2                | 1                | Liverpool M.    | 1              | 1                |                  |                  |  |             |            |            |            |  |       |        |        |        |
|  | 3                |                  |                  |                  | Liverpool M.    | 1              | 1                |                  |                  |  |             |            |            |            |  |       |        |        |        |
|  | 14               | Independiente    | 2                | 2                |                 |                |                  |                  |                  |  |             |            |            |            |  |       |        |        |        |

### Ottavi di finale
Le partite di andata si sono giocate tra il 25 settembre e il 3 ottobre 2012, quelle di ritorno tra il 23 e il 25 ottobre.
| Squadra 1            | Totale      | Squadra 2           | Andata | Ritorno |
| -------------------- | ----------- | ------------------- | ------ | ------- |
| Palmeiras            | 3 – 4       | Millonarios         | 3 – 1  | 0 – 3   |
| LDU Loja             | 1 – 1 (gfc) | San Paolo           | 1 – 1  | 0 – 0   |
| Independiente        | 4 – 2       | Liverpool M.        | 2 – 1  | 2 – 1   |
| Deportivo Quito      | 2 – 4       | Tigre               | 2 – 0  | 0 – 4   |
| Colón                | 2 – 4       | Cerro Porteño       | 1 – 2  | 1 – 2   |
| Universidad Católica | 3 – 3 (gfc) | Atlético Goianiense | 2 – 0  | 1 – 3   |
| Universidad de Chile | 3 – 2       | Emelec              | 2 – 2  | 1 – 0   |
| Barcelona SC         | 1 – 3       | Grêmio              | 0 – 1  | 1 – 2   |

### Quarti di finale
Le partite di andata si sono giocate tra il 30 ottobre e il 1º novembre 2012, quelle di ritorno tra il 7 e il 15 novembre.
| Squadra 1            | Totale | Squadra 2            | Andata | Ritorno |
| -------------------- | ------ | -------------------- | ------ | ------- |
| Grêmio               | 2 – 3  | Millonarios          | 1 – 0  | 1 –3    |
| Universidad de Chile | 0 – 7  | San Paolo            | 0 – 2  | 0 – 5   |
| Independiente        | 3 – 4  | Universidad Católica | 2 – 2  | 1 – 2   |
| Cerro Porteño        | 3 – 4  | Tigre                | 1 – 0  | 2 – 4   |

### Semifinali
Le partite di andata si sono giocate il 22 novembre 2012, quelle di ritorno il 28 e il 29 novembre.
| Squadra 1            | Totale      | Squadra 2   | Andata | Ritorno |
| -------------------- | ----------- | ----------- | ------ | ------- |
| Tigre                | 1 – 1 (gfc) | Millonarios | 0 – 0  | 1 – 1   |
| Universidad Católica | 1 – 1 (gfc) | San Paolo   | 1 – 1  | 0 – 0   |

### Finale
| Squadra 1 | Totale | Squadra 2 | Andata | Ritorno |
| --------- | ------ | --------- | ------ | ------- |
| Tigre     | 0 – 2  | San Paolo | 0 – 0  | 0 – 2   |

#### Andata
| Buenos Aires 5 dicembre 2012, ore 20:50 UTC-3 | Tigre | 0 – 0 referto | San Paolo | Estadio Alberto Jacinto Armando\| Arbitro: \| Arias \| |
| Arbitro:                                      | Arias |               |           |                                                        |

#### Ritorno
| Arbitro: | Osses |

|                       |           |  |
| Lucas 22’ Osvaldo 28’ | Marcatori |  |

## Classifica marcatori
Fonte:
| Gol | Rigori |  | Giocatore        | Squadra              |
| --- | ------ |  | ---------------- | -------------------- |
| 5   | 2      |  | Michael Ríos     | Universidad Católica |
| 5   | 2      |  | Wason Rentería   | Millonarios          |
| 5   | 3      |  | Fábio Renato     | Liga de Loja         |
| 5   |        |  | Jonathan Fabbro  | Cerro Porteño        |
| 5   |        |  | Carlos Núñez     | Liverpool M.         |
| 4   |        |  | Wilberto Cosme   | Millonarios          |
| 4   |        |  | Roberto Nanni    | Cerro Porteño        |
| 4   |        |  | Julio Bevilacqua | Deportivo Quito      |
| 3   |        |  | Willian José     | San Paolo            |
| 3   |        |  | Alejandro Guerra | Mineros              |
| 3   |        |  | Santiago Salcedo | Cerro Porteño        |